# Anastassia Bodnarouk
Anastassia Mikhaïlovna Bodnarouk (en russe Анастасия Михайловна Боднарук), née le 30 mars 1992, est une joueuse d'échecs russe, grand-maître féminin et maître international des échecs. Elle a remporté le championnat du monde féminin d'échecs de parties rapides 2023.

## Carrière
Anastassia Bodnarouk est championne de Russie des filles de moins de dix ans à deux reprises, en 2000 et en 2002.
Bodnarouk remporte la section féminine des moins de 12 ans du Championnat d'Europe d'échecs de la jeunesse en 2003. En 2004, elle termine deuxième dans la division féminine des moins de 12 ans des Championnats d'échecs européens et mondiaux de la jeunesse. Elle remporte la médaille de bronze au Championnat du monde féminin U14 de 2005. 
En 2008, elle remporte le championnat russe junior féminin des moins de 20 ans et aide l'équipe russe à remporter la médaille d'argent à l'Olympiade mondiale d'échecs U16 de la jeunesse,.
En août 2010, Bodnarouk fait partie de l'équipe féminine russe lors du 7e match Chine-Russie. Le mois suivant, elle joue dans l'équipe B de la Russie à l'Olympiade d'échecs féminine à Khanty-Mansiïsk et remporte une médaille d'argent individuelle en jouant au quatrième échiquier.

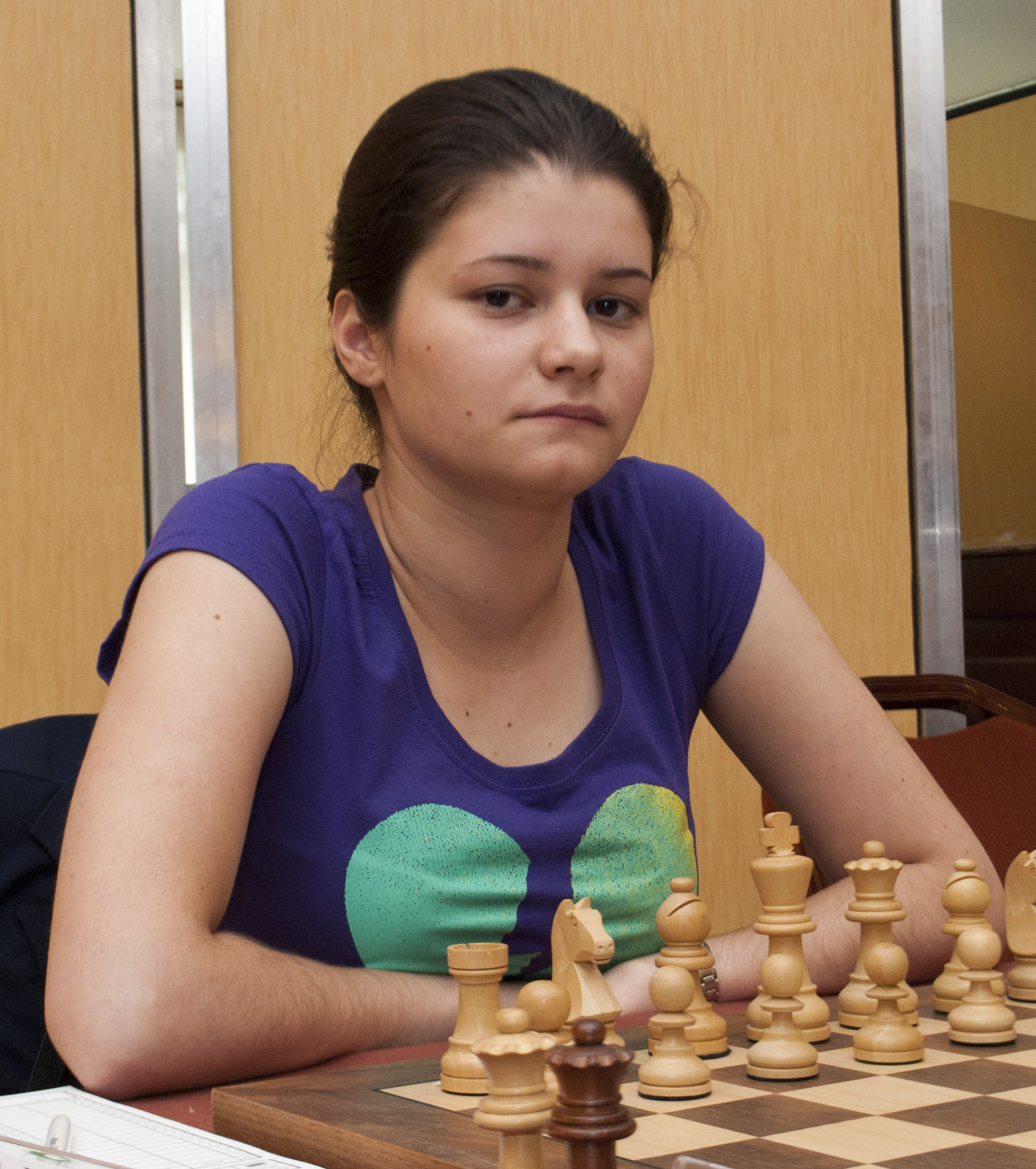
Anastassia Bodnarouk en 2012

En 2012, elle remporte pour la deuxième fois le Championnat de Russie junior féminin et finit troisième aux départages, étant à égalité de points pour la première place avec trois autres joueuses, lors du Championnat du monde d'échecs junior féminin. Bodnarouk participe au Championnat du monde féminin d'échecs 2012, où elle est éliminée au premier tour par Lela Javakhishvili. 
En remportant la Ligue supérieure du championnat de Russie féminin de 2013, elle se qualifie pour la super finale du championnat féminin de Russie, organisée plus tard cette année-là, où elle termine huitième. En décembre 2013, elle remporte la Coupe féminine de Russie, un tournoi à élimination directe, en battant la Maître international féminin Margarita Schepetkova en finale.
En 2015, Bodnarouk remporte le championnat féminin de parties rapides de Saint-Pétersbourg et le championnat russe féminin de blitz. Plus tard cette année-là, elle termine deuxième à la super finale du championnat féminin russe et joue dans l'équipe russe médaillée d'or au Championnat d'Europe féminin d'échecs par équipe 2015 à Reykjavík. 
Bodnarouk remporte la section féminine de l'Open de Moscou 2016, devançant Soumya Swaminathan et Alexandra Obolentseva aux départages. 
En décembre 2023, elle remporte le Championnat du monde féminin d'échecs rapides 2023 avec un score de 11/15 (8 victoires, 6 nulles et 1 défaite, parties de départages incluses).